# كريس إليس (لاعب كرة سلة)
كريس إليس (5 ديسمبر 1988 في الولايات المتحدة - ) (بالإنجليزية: Chris Ellis)‏ هو لاعب كرة سلة أمريكي في مركز هجوم صغير الجسم. لعب مع بارانجي جينبرا سان ميغيل.